# Ahold Delhaize
Koninklijke Ahold Delhaize N.V. eller Ahold Delhaize er en hollandsk multinational dagligvarekoncern. Navnet stammer fra en fusion mellem Ahold (hollandsk) og Delhaize Group (belgisk) i 2016. Forretningen omfatter supermarkeder, convenience stores, hypermarkeder, online supermarkeder, online non-food, drugstores og alkoholbutikker. I alt drives 21 mærker fordelt på 6.500 butikker i 11 landene, primært i Holland og Belgien. Omsætningen var i 2020 på 74,7 mia. Euro, og der var 232.000 ansatte.
Ahold Delhaize's hovedkvarter er i Zaandam, hvor Ahold tidligere havde hovedkvarter.
Virksomhedens dagligvarekæder omfatter Delhaize, Albert Heijn, Food Lion, osv.